# Peter Stubbe (Fußballtrainer)
Peter Stubbe (* 8. August 1943) ist ein deutscher Fußballtrainer.

## Karriere
Er war zwischen 1965 und 1966 Trainer des australischen Footscray Clubs JUST. Im März 1978 wurde er Manager von Westfalia Herne, mit der er 1977–1978 den zwölften Platz in der Nordgruppe der 2. Fußball-Bundesliga belegte. 1979 zog er in die Vereinigten Staaten von Amerika, um die San José Earthquakes zu trainieren, die er von Terry Fisher übernahm. Mit den Earthquakes schloss es die Saison auf dem vierten und letzten Platz der Western Division der American Conference in der North American Soccer League 1979 ab. Von 1990 bis 1992 war er in der Schweiz, wo er zuerst den FC Zug und dann den FC Glarus trainierte. 1992 wurde er technischer Kommissar der Nationalmannschaft Thailands.